# Tabar Island

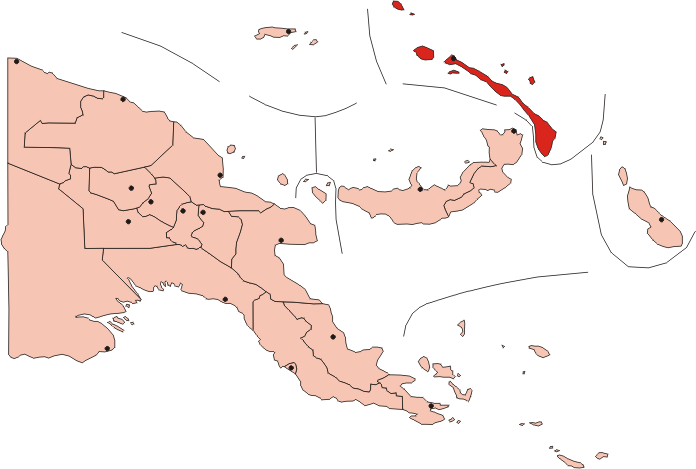
New Ireland översikskarta.

Tabar Island (ofta även Big Tabar) är en ö i Bismarckarkipelagen i västra Stilla havet och tillhör Papua Nya Guinea.

## Geografi
Tabar Island är huvudön bland Tabaröarna och utgör en del av New Irelandprovinsen. Den ligger cirka 900 km nordöst om Port Moresby och cirka 24 km nordöst om provinsens huvudö Niu Ailan.
Ön är av vulkaniskt ursprung och har en area om ca 110 km² med en längd på ca 20 km och cirka 9 km bred. Den högsta höjden är på cirka 400 m ö.h. Tabar Island är den största och sydligaste ön i ögruppen.
Befolkningen är främst fördelad på ett fåtal byar längs kusten och öns inre täcks till största del av regnskog. Huvudorten Datava ligger på öns norra del vid Koko Bay.
Öarna kan bara nås med fartyg då de saknar flygplats, grannön Tatáu Island ligger på andra sidan av det knappt kilometer breda sundet som skiljer öarna.

## Historia
Ögruppen har troligen bebotts av melanesier sedan cirka 1500 f.Kr. Den upptäcktes av nederländske kaptenerna Jacob Le Maire och Willem Corneliszoon Schouten i juni 1616 som då namngavs dem "Gardneröarna". De återupptäcktes senare av Abel Tasman som då döpte området till "Visscheröarna".
Området hamnade 1885 under tysk överhöghet som del i Tyska Nya Guinea. Området förvaltades till en början av handelsbolaget Neuguinea-Compagnie.
Efter första världskriget hamnade området under australisk kontroll och Australien fick senare även officiellt mandat för hela Bismarckarkipelagen av Förenta Nationerna.
1942 till 1945 ockuperades området av Japan men återgick sedan till australisk förvaltningsmandat tills Papua Nya Guinea blev självständigt 1975.
Svenske sjömannen Carl Emil Pettersson bodde här i några år. Pettersson antas ha varit förebild för den fiktiva personen Efraim Långstrump, far till Pippi Långstrump i Astrid Lindgrens böcker.